# Кубок Америки з футболу 1979
Кубок Америки з футболу 1979 року — тридцять перший розіграш головного футбольного турніру серед національних збірних Південної Америки.
Турнір відбувався з 18 липня по 11 грудня 1979 року. Переможцем вдруге стала збірна Парагваю.

## Формат
9 команд (всі, за винятком чинного чемпіона Південної Америки), розбиті на 3 групи по 3 команди, в двоколовому (вдома і в гостях) турнірі визначали трьох півфіналістів (четвертим півфіналістом ставав чинний чемпіон Південної Америки). Півфінали і фінал також складалися з двох матчів. Знову у турніру не було країни-господарки.

## Груповий етап

### Група A
| Збірна    | І | В | Н | П | ГЗ | ГП | Р   | О |
| --------- | - | - | - | - | -- | -- | --- | - |
| Чилі      | 4 | 2 | 1 | 1 | 10 | 2  | +8  | 5 |
| Колумбія  | 4 | 2 | 1 | 1 | 5  | 2  | +3  | 5 |
| Венесуела | 4 | 0 | 2 | 2 | 1  | 12 | −11 | 2 |

| 1 серпня  | Венесуела | 0 | 0 | Колумбія  |
| 8 серпня  | Венесуела | 1 | 1 | Чилі      |
| 15 серпня | Колумбія  | 1 | 0 | Чилі      |
| 22 серпня | Колумбія  | 4 | 0 | Венесуела |
| 29 серпня | Чилі      | 7 | 0 | Венесуела |
| 5 вересня | Чилі      | 2 | 0 | Колумбія  |

### Група В
| Збірна    | І | В | Н | П | ГЗ | ГП | Р  | О |
| --------- | - | - | - | - | -- | -- | -- | - |
| Бразилія  | 4 | 2 | 1 | 1 | 7  | 5  | +2 | 5 |
| Болівія   | 4 | 2 | 0 | 2 | 4  | 7  | −3 | 4 |
| Аргентина | 4 | 1 | 1 | 2 | 7  | 6  | +1 | 3 |

| 18 липня  | Болівія   | 2 | 1 | Аргентина |
| 26 липня  | Болівія   | 2 | 1 | Бразилія  |
| 2 серпня  | Бразилія  | 2 | 1 | Аргентина |
| 8 серпня  | Аргентина | 3 | 0 | Болівія   |
| 16 серпня | Бразилія  | 2 | 0 | Болівія   |
| 23 серпня | Аргентина | 2 | 2 | Бразилія  |

### Група С
| Збірна   | І | В | Н | П | ГЗ | ГП | Р  | О |
| -------- | - | - | - | - | -- | -- | -- | - |
| Парагвай | 4 | 2 | 2 | 0 | 6  | 3  | +3 | 6 |
| Уругвай  | 4 | 1 | 2 | 1 | 5  | 5  | 0  | 4 |
| Еквадор  | 4 | 1 | 0 | 3 | 4  | 7  | −3 | 2 |

| 29 серпня  | Еквадор  | 1 | 2 | Парагвай |
| 5 вересня  | Еквадор  | 2 | 1 | Уругвай  |
| 13 вересня | Парагвай | 2 | 0 | Еквадор  |
| 16 вересня | Уругвай  | 2 | 1 | Еквадор  |
| 20 вересня | Парагвай | 0 | 0 | Уругвай  |
| 26 вересня | Уругвай  | 2 | 2 | Парагвай |

## Півфінали
| 17 жовтня 1979 |

| Перу        | 1–2 | Чилі             |
| ----------- | --- | ---------------- |
| Москера 71' |     | Касселі 36', 76' |

| Національний стадіон, Ліма Глядачів: 50,000 Арбітр: Арппі Фільйо (Бразилія) |

| 24 жовтня 1979 |

| Чилі | 0–0 | Перу |
| ---- | --- | ---- |
|      |     |      |

| Національний стадіон, Сантьяго Глядачів: 75,000 Арбітр: Хуан Кардельїно (Уругвай) |

| 24 жовтня 1979 |

| Парагвай                   | 2–1 | Бразилія     |
| -------------------------- | --- | ------------ |
| Е. Морель 16' Талавера 35' |     | Пальїнья 79' |

| Дефенсорес дель Чако, Асунсьйон Глядачів: 50,000 Арбітр: Рамон Баррето (Уругвай) |

| 31 жовтня 1979 |

| Бразилія                        | 2–2 | Парагвай                 |
| ------------------------------- | --- | ------------------------ |
| Фалькао 29' Сократеш 61' (пен.) |     | М. Морель 31' Ромеро 68' |

| Маракана, Ріо-де-Жанейро Глядачів: 80,000 Арбітр: Карлос Еспозіто (Аргентина) |

## Фінали
| 28 листопада 1979 |

| Парагвай                      | 3–0 | Чилі |
| ----------------------------- | --- | ---- |
| Ромеро 12', 85' М. Морель 36' |     |      |

| Дефенсорес дель Чако, Асунсьйон Глядачів: 40,000 Арбітр: Луїс Грегорії да Роса (Уругвай) |

| 5 грудня 1979 |

| Чилі      | 1–0 | Парагвай |
| --------- | --- | -------- |
| Рівас 10' |     |          |

| Національний стадіон, Сантьяго Глядачів: 55,000 Арбітр: Рамон Баррето (Уругвай) |

### Додатковий фінал
| 11 грудня 1979 |

| Парагвай | 0–0 (д.ч.) | Чилі |
| -------- | ---------- | ---- |
|          |            |      |

| Хосе Амальфітані, Буенос-Айрес Глядачів: 6,000 Арбітр: Арнальдо Коельйо (Бразилія) |

## Чемпіон
| Кубок Америки 1979 |
| ------------------ |
| Парагвай 2-й титул |

## Найкращі бомбардири
4 голи
- Еухеніо Морель
- Хорхе Передо

3 голи
- Сократеш
- Карлос Касселі, Карлос Рівас
- Хуліо Сесар Ромеро

2 голи
- Данієль Пассарелла
- Карлос Арагонес, Хесус Рейнальдо
- Тіта, Зіко
- Мільсіадес Морель, Уго Рікардо Талавера
- Вальдемар Вікторіно